# San Giorgio di Nogaro
San Giorgio di Nogaro (friuli nyelven San Zorç di Noiâr, helyi nyelvjárásban San Zorz) település Olaszországban, Friuli-Venezia Giulia régióban, Udine megyében. Lakosainak száma 7297 fő (2023. január 1.). San Giorgio di Nogaro Carlino, Castions di Strada, Marano Lagunare, Porpetto, Torviscosa és Grado községekkel határos.

## Népesség
A település népességének változása:
| Lakosok száma | 7550 | 7467 | 7297 |
|               | 2017 | 2018 | 2023 |

## Testvérvárosok
Mezőhegyes